# فرخنده زردوخاکستری
فرخنده زردوخاکستری یا فرخندهٔ زرین‌وحاکستری (Poecilostreptus palmeri) گونه‌ای از پرندگان تیرهٔ فرخندگان (Thraupidae) است. در کلمبیا، اکوادور و پاناما (سرانیا دل دارین و دامنه غربی آند کلمبیا و اکوادور) یافت می‌شود. زیستگاه طبیعی آن جنگل‌های جلگه‌ای نمناک نیمه‌گرمسیری یا گرمسیری و جنگل‌های کوهستانی نمناک نیمه‌گرمسیری یا گرمسیری است.